# Гош, Амитав
Амитав Гош (англ. Amitav Ghosh, бенг. অমিতাভ ঘোষ, род. 11 июля 1956 года) — современный индийский писатель, пишущий на английском языке.

## Биография
Амитав Гош родился в Калькутте, в семье подполковника индийской колониальной армии. Он получил образование в Делийском университете, позднее учился в Оксфорде, где получил степень доктора социальной антропологии. Гош работал в газете The Indian Express, преподавал в университете Нью-Йорка, а с 2005 года — в Гарвардском университете. В настоящее время писатель с женой и детьми проживает в Гоа. В 2009 году Амитав Гош был избран членом Королевского литературного общества

## Творчество
Первый роман Амитава Гоша, «The Circle of Reason», был опубликован в 1986 году. Он был удостоен Премии Медичи 1990 года (за лучшее иностранное произведение). За роман «Калькуттская хромосома» (1995) Гош получил премию Артура Кларка. Писатель получил большую известность после выхода в 2008 году романа «Маковое море» — первой части трилогии «Ибис», посвящённой колониальной истории Индии накануне Первой опиумной войны. В 2008 году роман этот роман попал в шорт-лист букеровской премии. В 2011 году вышла вторая часть трилогии — «Река дыма», в 2015  — третья, «Потоп огня».
Амитав Гош известен также как автор статей на литературные, исторические и общественно-политические темы.

## Награды
- 1989 — Sahitya Akademi Award за лучшую книгу на английском языке
- 2007 — Падма Шри[3]